# Geografía de Zambia
Zambia es un país del sur de África sin fronteras marítimas. Su extensión total es de 752.614 kilómetros cuadrados (puesto 39.º), de los cuales 11.890 son de agua (1,6%), entre los que destacan las Cataratas Victoria, el lago Moero y el río Zambeze.

## Geografía política
Las fronteras del país miden un total de 5.664 kilómetros. Al oeste se encuentra Angola, con 1.110 km; al sudoeste, la estrecha proyección de Namibia llamada franja de Caprivi, con 233 km. Al sur, hay un lugar llamado quadripoint, porque confluyen cuatro países: Zambia, Namibia, Botsuana, de la que solo hay un punto, y Zimbabue, al sur, con 797 km. Al sudeste se encuentra Mozambique, con 419 km de frontera. Al este, siguiendo de sur a norte el Gran Valle del Rift, se encuentran Malaui, con 837 km, y Tanzania, con 338 km. Al norte, con un pronunciado entrante en el país, se encuentra la República Democrática del Congo, con la frontera más larga, 1.930 km.
El territorio se organiza políticamente en 9 provincias y 72 distritos.

## Geografía física

### Topografía

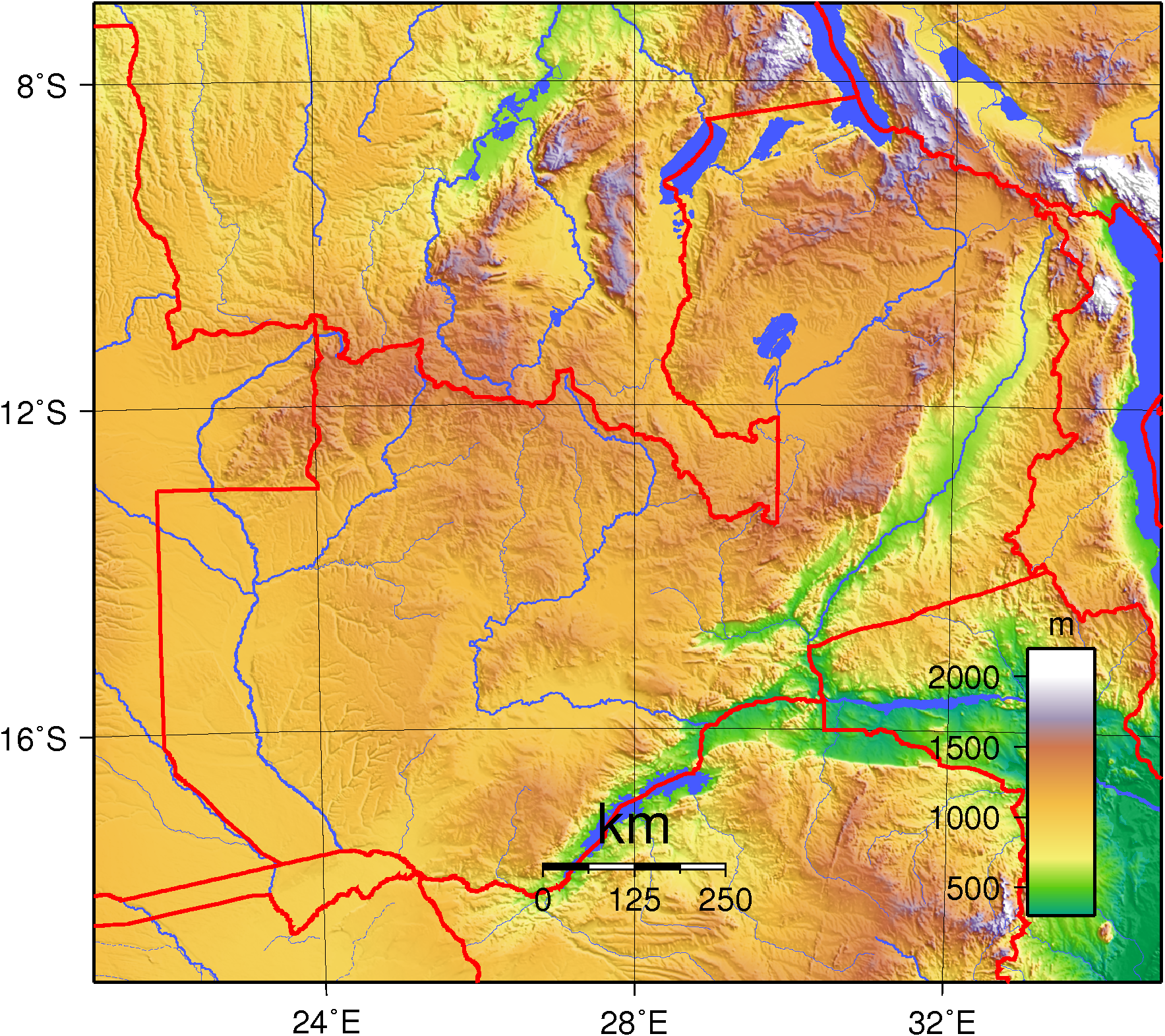
Mapa físico de Zambia

El territorio de Zambia está formado a grandes rasgos por una serie de mesetas con una altitud media de 1.000 a 1.300 m, y la fosa tectónica del valle del río Luangwa, al este. La parte occidental del país es una amplia meseta que al norte forma la divisoria de aguas entre los ríos Zambeze y Congo. Los ríos que la atraviesan, que se dirigen hacia el sur, son el Zambeze, al oeste, que atraviesa el país, y el río Kafue, uno de sus afluentes, que discurre íntegramente por Zambia. El río Zambeze gira hacia el este y forma la frontera sur del país, donde se encuentra la ciudad de  Livingstone y las cataratas Victoria y más hacia el este, el lago Kariba, que es un gigantesco embalse.
En el centro, donde el país se estrecha, la meseta culmina en los montes Muchinga, que cubren por el norte el valle del río Luangwa. Los montes Muchinga culminan a 2.164 m y se prolongan hacia el norte en una serie de montes fraccionados por diversos ríos. El río Luangwa recorre de norte a sur la parte oriental de Zambia, para desembocar en el Zambeze, donde se halla el punto más bajo del país, con una cota mínima de 329 metros.
Al oeste de los montes Muchinga, en la parte oriental del país, se encuentra una depresión que da lugar al lago Bangweulu y sus pantanos, alimentados por el río Chambeshi. El río Luapula, que sale de esta zona depresionaria, se dirige primero hacia el sur y luego hacia el norte formando frontera con la RDC, hasta desembocar en el lago Moero. En el extremo norte se encuentra el lago Tanganika, que forma parte del Rift y separa Tanzania, la RDC y Zambia. Entre los lagos Moero y Tanganika se encuentra el lago Mweru Wantipa. Toda esta parte, al oeste de los Muchinga, forma parte de la cuenca superior del río Congo.
Al nordeste, al otro lado del río Luangwa, se halla la meseta Nyika, que discurre en su mayor parte por el país vecino de Malaui.

#### Geología
La meseta occidental, inclinada hacia el sudoeste, hacia el río Zambeze, está formada por viejas rocas cristalinas erosionadas. En el extremo occidental aparecen arenas más jóvenes, restos de un desierto de Kalahari más amplio. La parte central y oriental del país, sobre todo las colinas aisladas, están formadas por rocas más resistentes. Las rocas más viejas, granito y roca volcánica, se encuentran en la depresión del lago Bangweulu, con 2.500 millones de años. En las áreas centrales del país se encuentran las rocas sedimentarias del Complejo Katanga, de unos 620 millones de años, que contienen cobre, cobalto, uranio, zinc y otros minerales. En el norte de la parte central, entre Ndola y Mufulira, se encuentra el Cinturón del Cobre o Copperbelt, un área compartida con la RDC conocida por la minería del cobre. Al sur y al oeste se encuentra parte del sistema estratigráfico denominado Supergrupo Karoo que, al norte del lago Kariba es rico en carbón.

### Clima
Zambia disfruta de un clima tropical, cuyas características se modifican con la altitud del territorio, tendiendo a climas subtropicales. En la clasificación climática de Köppen el país aparece dividido entre monzónico y sabana, con algunas áreas semiáridas en el suroeste.
Hay dos estaciones principales:
- La estación de las lluvias va de noviembre a abril y se corresponde al verano.
- La estación seca comprende los meses entre mayo y octubre y se corresponde al invierno. A su vez se subdivide en estación seca templada (mayo-agosto) y estación seca cálida (septiembre-octubre).

En general Zambia experimenta un buen ratio de lluvias, alcanzó mínimos de 500 mm y máximos de 1.400 mm. Donde más llueve es en la zona noroeste del país (1.400 mm de media) y en la parte norte (1.200 mm de media); hacia el sur, por el contrario, la lluvia escasea (700 mm de media), sobre todo en las depresiones de los cursos medios en los ríos Luangwa y Zambezi (500 mm de media).
El territorio de Zambia tiene pocas diferencias de latitud y casi todo su territorio se sitúa entre los 1.000 y los 1.300 metros de altura. Por esto las temperaturas son aproximadamente las mismas en todo el país. Hacia el sur, sin embargo, el calor aumenta, pudiendo alcanzar los 40 °C, y en ambientes húmedos.
- Junio (estación seca templada): mínimos de 6-12 °C y máximos de 21-26 °C.
- Octubre (estación seca cálida): mínimos de 17-22 °C y máximos de 28-35 °C.
- Febrero (estación lluviosa): mínimos de 14-19 °C y máximos de 25-30 °C.

### Hidrografía
El río más importante de Zambia es el Zambeze, que está rodeado en algunas zonas por pantanos y humedales, y abastece a mucha de la población del país. El lago más grande es el lago Moero; Zambia está llena de pequeños lagos y lagunas que se dispersan por el territorio y son permanentes durante todo el año, a excepción de los del suroeste, donde las depresiones inundables y los cauces, debido a las cercanías del desierto de Kalahari, no llevan agua todo el año.
El país ha estado tradicionalmente influido por la necesidad del agua, de modo que muchas de las tribus son nómadas.

## Ecorregiones

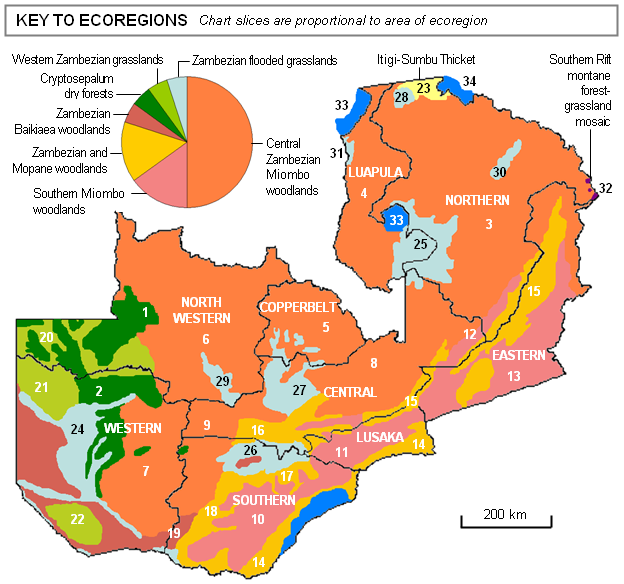
Mapa de ecorregiones de Zambia. En calabaza, la zona más extensa, sabana arbolada de miombo del Zambeze central; en amarillo, sabana arbolada de mopane del Zambeze; en azul claro, sabana o pradera inundada del Zambeze; en verde oscuro, bosque seco del Zambeze; en verde claro, pastizales del Zambeze occidental, y, en rosa, bosque meridional de miombo.

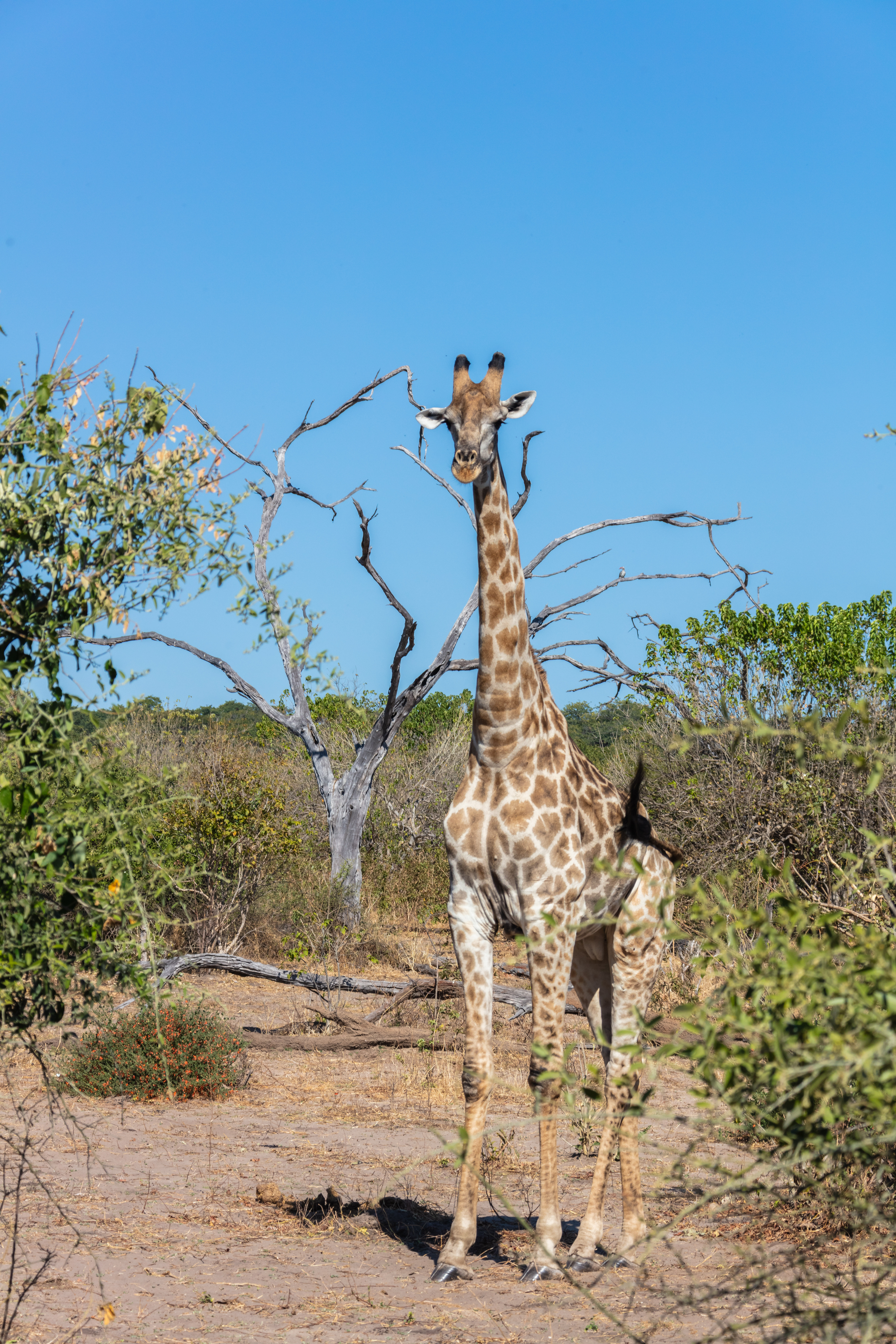
Jirafa en la sabana arbolada del teca del Zambeze.

En Zambia existen al menos 9 ecorregiones. El paraje está dominado por la sabana y las praderas, con cierta presencia de los bosques y de regiones semiáridas cercanas al desierto de Kalahari.
- En el bioma de bosques secos de hoja ancha tropical y subtropical se encuentra el bosque seco del Zambeze, que se da en el Parque nacional de West Lunga, en la Provincia del Noroeste, la zona más lluviosa y la única cubierta de bosque, en el sudoeste en la confluencia entre los ríos Kabompo y Zambeze, y en la provincia Occidental, entre los ríos Kabompo y Luena.

- En el bioma de sabanas y praderas inundadas se encuentra la ecorregión de la pradera inundada del Zambeze, que se da en la llanura Bulozi (o Barotse), en el río Luanginga, en los llanos del río Luena, en los humedales del Bangweulu, en los llanos del Kafue, en el pantano de Lukanga, en el lago Mweru Wantipa y sus zonas de inundación, en los pantanos de Busanga, y en la llanura de inundación del río Chambeshi, entre otras.

- En el bioma de praderas y matorrales de montaña se encuentra la ecorregión del mosaico montano de pradera y selva del Rift meridional, representado en el Parque nacional de Nyika de Zambia.

- En el bioma tropical y subtropical de pradera, sabana y matorrales se encuentran las ecorregiones de la sabana arbolada de miombo del Zambeze central (Franja de Caprivi y llanos del Kafue), la sabana arbolada de miombo meridional, la sabana arbolada de mopane del Zambeze, la sabana arbolada de teca del Zambeze, la pradera del Zambeze occidental y el matorral de Itigi y Sumbu.

Los biomas y ecorregiones de Zambia están determinados por el clima, el tipo de suelo y los incendios forestales. 

#### La lluvia
La lluvia es la principal causante de las ecorregiones, con cantidades que oscilan entre los 500 y los 1400 mm. Las más abundantes se dan en el noroeste y en el norte (1400-1200 mm) y descienden hacia el sur, con 700 mm. Las zonas más secas se dan en los valles del Zambeze medio y el Luangwa, con 500 mm. El país carece de zonas áridas. Las precipitaciones se centran sobre todo en enero, cuando la zona de convergencia intertropical se encuentra sobre el país. La estación seca dura de 6 a 8 meses, dividida en estación fría seca o invierno, de abril o mayo hasta agosto y estación seca cálida, de septiembre a noviembre. 

#### La altitud
La altitud determina las temperaturas, con el país atravesado por la gran meseta central africana, entre 1000 y 1300 m. En junio, el mes más frío, las temperaturas mínimas oscilan entre 6 y 12 grados, y las más altas en octubre, con máximas de 28 a 35 oC. Puede escarchar en las colinas más altas, o en las partes menos húmedas de la mitad sur del país, donde no crecen las plantas que sufrirían por estas condiciones. En los valles del Zambeze y el Luangwa, en las zonas más bajas, no es raro alcanzar 40 oC en octubre.

#### Los suelos
El tipo de suelo más abundante en el país es el llamado sandveld rojo. El sanveld es un tipo de veld (paisaje de pradera a cierta altitud característico de Sudáfrica) caracterizado por suelos secos arenosos que absorben el agua durante las lluvias y están muy lavados, por lo que no son muy fértiles, salvo donde abundan las arcillas, aunque toleran ciertos hábitats acuáticos estacionales. La vegetación está muy adaptada en forma de árboles y matorrales que no cubren todo el suelo y dejan zonas desnudas. Son típicas ciertas acacias, el árbol de los pastores (Boscia albitrunca) o la leguminosa Bauhinia petersiana.
Otros tipos de suelo forman el dambo gris, los suelos negros de las llanuras y las arenas del Kalahari. Los dambos son zonas inundadas en época de lluvias en la meseta y son muy abundantes en Zambia (más de 12 % del territorio). El suelo es más rico que el sandveld, pero se inunda y a veces es muy ácido, por lo que solo las plantas adaptadas crecen en ellos, del tipo de los juncos. En la estación seca, muchos se utilizan como huertos. Los suelos negros de las llanuras de inundación son los más ricos; en ellos crecen los herbazales que alimentan a los grandes herbívoros cuando se retiran las lluvias, pero están perjudicados por los embalses, que impiden las inundaciones. Por último, los suelos arenosos del sudoeste no son fértiles, no retienen la humedad y solo admiten árboles pequeños de raíces profundas.

#### Incendios forestales
La quema de vegetación se practica en gran parte del país al final de la estación seca, mediante un sistema denominado chitemene, de una palabra en idioma bemba que significa "donde las ramas han sido cortadas", en definitiva roza y quema para favorecer el crecimiento de las plantas. Se quema la hierba y los árboles caducos no sufren un daño excesivo.

## Recursos naturales
El país es rico en los siguientes recursos:
- Cobre
- Cobalto
- Zinc
- Plomo
- Carbón
- Esmeraldas
- Oro
- Plata
- Uranio
- Energía hidráulica

## Uso del suelo
La tabla representa los porcentajes de uso analizados en 2011. En el año 2005 la irrigación se utilizaba en 1559 km².
| Uso                  | Porcentaje de área |
| -------------------- | ------------------ |
| Tierras de arado     | 4.52               |
| Cultivos permanentes | 0.05               |
| Otros                | 95.44              |

## Medio ambiente
Zambia está azotada por fuertes tormentas tropicales entre noviembre y abril.
Los mayores problemas medioambientales del país derivan de la contaminación atmosférica, que provoca la lluvia ácida en las zonas mineras y de refinería de mineral; la contaminación química del agua, que afecta a las poblaciones de rinocerontes, elefantes, antílopes y felinos; la deforestación, la erosión del suelo, la desertización y el mal tratamiento de las aguas tanto potables como las fecales, lo cual repercute en la salud humana con enfermedades tales como la diarrea o el cólera.
Zambia es miembro de las siguientes asociaciones y/o ha adoptado las siguientes medidas internacionales:
- Biodiversidad.
- Cambio Climático.
- Desertización.
- Especies en peligro de extinción.
- Hazardous waste.
- Derechos del mar.
- Comprehensive Nuclear-Test-Ban Treaty.
- Protocolo de Montreal.
- Protección de humedales.
- Zambia ha firmado pero no ratificado el Protocolo de Kioto.

## Áreas protegidas de Zambia

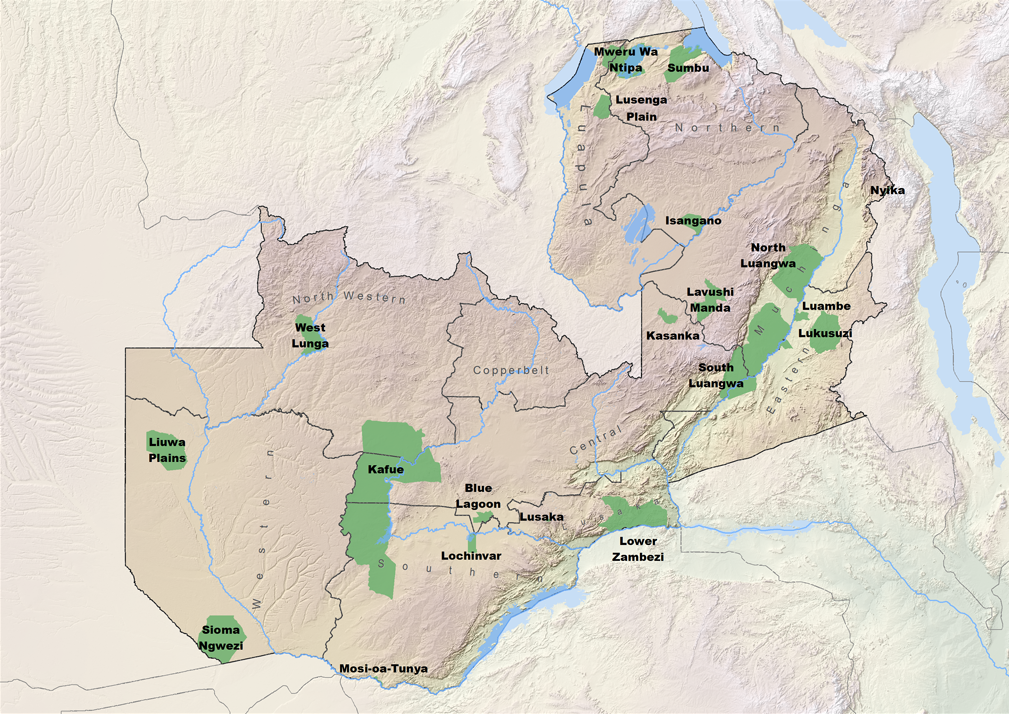
Mapa de los parques nacionales de Zambia

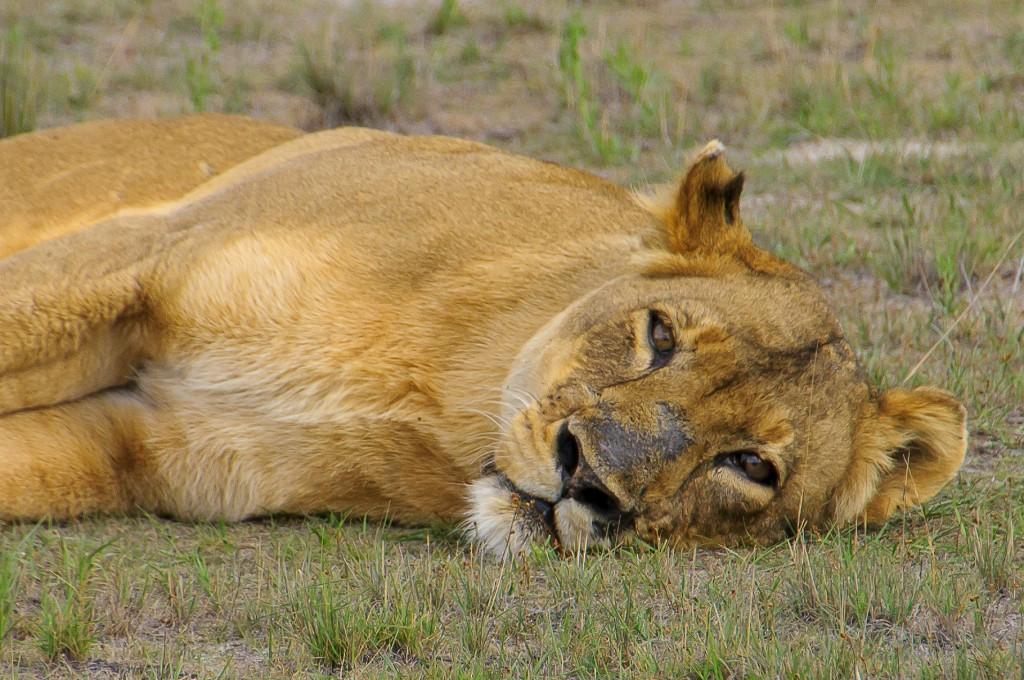
León en el Parque nacional de la llanura del Liuwa.

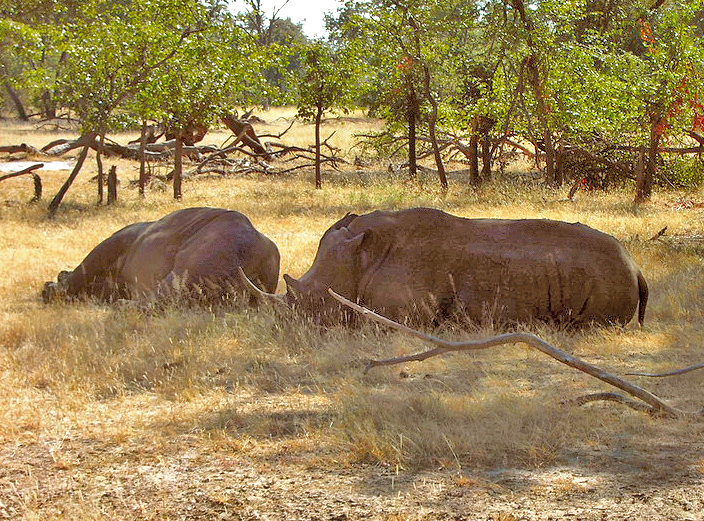
Rinocerontes blancos en Mosi-oa-Tunya

En Zambia había, en 2024, 640 zonas protegidas que cubrían 309.920 km², el 41,27 por ciento de su superficie, repartidas entre 20 parques nacionales, 555 reservas forestales, 16 monumentos naturales, 2 santuarios naturales, 36 áreas de gestión de caza y 2 santuarios de aves. A esto habría que añadir 1 sitio patrimonio de la Humanidad y 8 sitios Ramsar, humedales de importancia para las aves. En 2015, el presidente Edgar Lungu añadió el parque nacional de Lusaka, cercano a la capital.

#### Parques nacionales
- Parque nacional de Blue Lagoon, 450 km²
- Parque nacional de Isangano, 840 km²
- Parque nacional Kafue, 22.400 km²
- Parque nacional de Kasanka, 390 km²
- Parque nacional de Lavushi Manda, 1.500 km²
- Parque nacional de las llanuras del Liuwa, 3.660 km²
- Parque nacional de Lochinvar, 410 km²
- Parque nacional del Bajo Zambeze, 4.092 km²
- Parque nacional de Luambe, 254 km²
- Parque nacional de Lukusuzi, 2.720 km²
- Parque nacional del llano de Lusenga, 880 km²
- Parque nacional de Mosi-oa-Tunya, 66 km²
- Parque nacional del Mweru Wantipa, 3.134 km²
- Parque nacional de North Luangwa, 4.636 km²
- Parque nacional de South Luangwa, 9.050 km²
- Parque nacional de Nsumbu, 2.063 km²
- Parque nacional de Nyika, 80 km²
- Parque nacional Sioma Ngwezi, 5.276 km²
- Parque nacional de West Lunga, 1684 km²

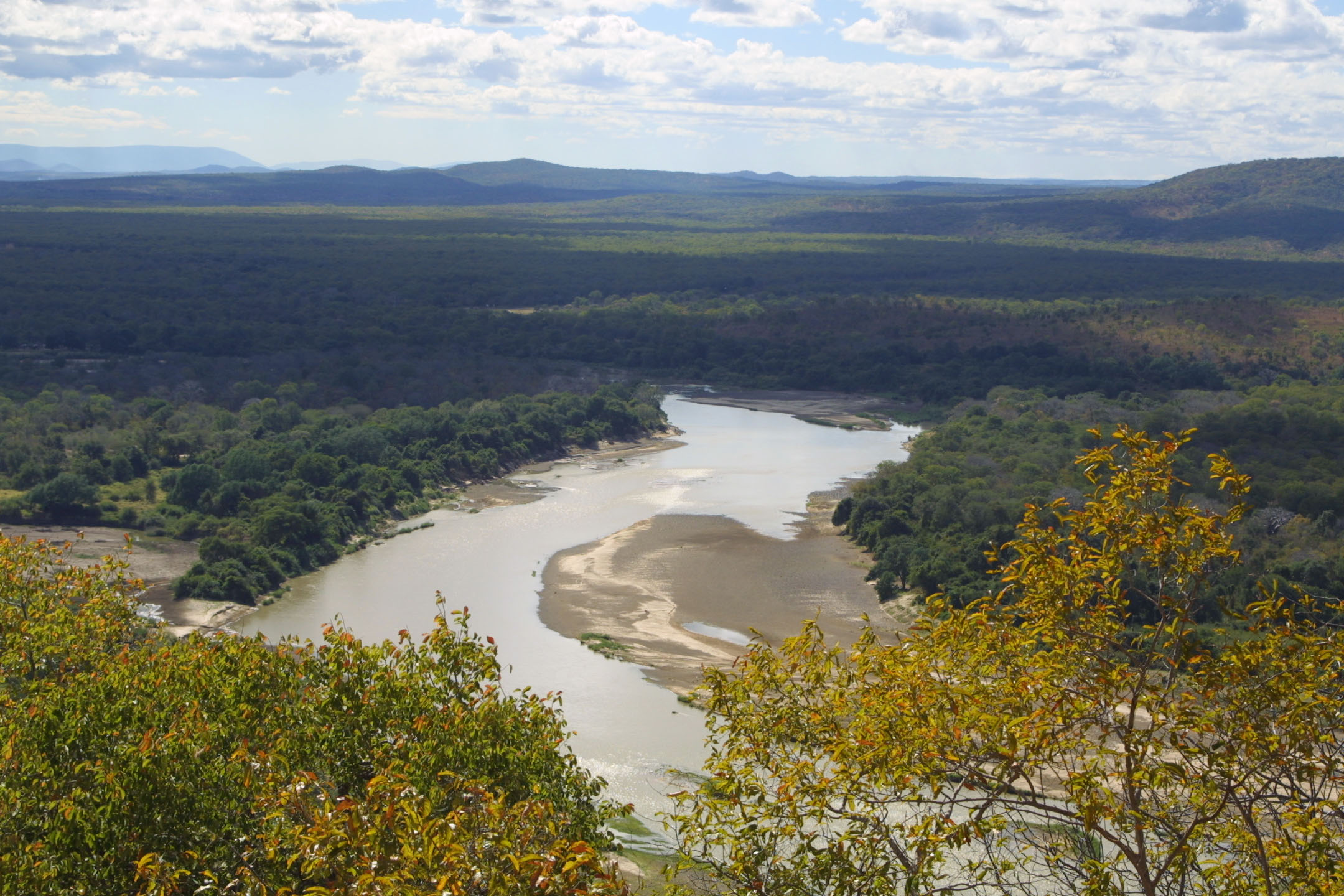
Río Luangwa, en Zambia

- Parque nacional de Lusaka, 67 km²

#### Sitios Ramsar de Zambia
En Zambia hay ocho humedales de importancia internacional que ocupan 40.305 km² de superficie.
- Llanuras de inundación del Zambeze, 9000 km²
- Llanuras de inundación del Luangwa, 2500 km²
- Humedales del Bangweulu, 11.000 km²
- Humedales de los llanos de Busanga, 2000 km²
- Llanos del Kafue, 6005 km²
- Pantano de Lukanga, 2600 km²
- Lago Mweru Wantipa, 4900 km²
- Lago Tanganika, 2300 km²

#### Patrimonio de la humanidad
- Patrimonio de la humanidad del Parque transfronterizo de Mosi-oa-Tunya/Cataratas Victoria, 68,6 km2. Incluye 37,8 km2 del Parque nacional de Mosi-oa-Tunya, en Zambia, y 23,4 km2 del Parque nacional de las Cataratas Victoria y 741 hectáreas del Parque nacional Zambezi, en Zimbabue. En este último se extiende a lo largo de 9 km de la orilla occidental del río Zambeze y las islas, entre ellas las de Palm y Kandahar.[5]

## Población y grupos étnicos de Zambia
Zambia es uno de los países más urbanizados del área subsahariana, con un 45 % de la población concentrada en unas pocas ciudades a lo largo de las principales carreteras (entre ellas Lusaka, 1.300.000, Kitwe y Ndola, 400.000 hab. cada una), con una población rural muy dispersa. En 2021 se sobrepasaban los 19.000.000 habitantes, con un incremento anual de cerca del 3 por ciento y una tasa de fertilidad de 4,7 hijos por mujer (en las zonas rurales hasta 6 hijos). La esperanza de vida de ambos sexos es de 64,7 años (67,7 las mujeres y 61,7 los varones), con una media de edad de 16,9 años. La mortalidad infantil es de 39,4 niños por 1000 nacimientos y de menores de 5 años es de 52,4 por 1000.
La mayoría de zambianos hablan lenguas bantúes, de la familia congo-nigeriana, y son descendientes de grupos bantúes que se asentaron en la región los últimos dos mil años. Durante la colonización, los británicos se aseguraron las concesiones mineras de la región a través de varios líderes importantes, y en 1911, la zona se incorporó al protectorado de Rodesia del Norte. Los avances en minería atrajeron la inmigración en los años 1920 y 1930. En 1964, el país adquiere la independencia y el nombre de Zambia.
En Zambia hay 72 grupos étnicos, de los que el más importante es el pueblo bemba. Con este se identifican entre el 18 y el 21 % de zambianos, y su lengua, el bemba, lo hablan el 33 % de los habitantes del país. Le siguen los pueblos tonga (13,6 %), chewa (7,4 %), lozi (5,7 %), nsenga (5,3 %), tumbuka (4,4 %), ngoni (4 %), lala (3,1 %) kaonde (2,9 %), namwanga (2,8 %), lunda (2,6 %), mambwe (2,5 %), lovale (2,2 %), lamba (2,1 %), ushi (1,9 %), lenje (1,6 %), bisa (1 %), mbunda (1,2 %) y otros más minoritarios que en conjunto representan el 13,8 %.